# Smętowice
Smętowice (do 1945 niem. Vorwerk Marienhof) – osada w Polsce położona w województwie zachodniopomorskim, w powiecie polickim, w gminie Kołbaskowo przy DK13.
W latach 1975–1998 miejscowość należała administracyjnie do województwa szczecińskiego.
Wieś składa się zaledwie z kilku budynków położonych przy „ślepej” drodze prowadzącej niegdyś z Siadła Górnego do Smolęcina. Przejazd niemożliwy jest ze względu na zerwany wiadukt nad linią kolejową Szczecin Gumieńce – Tantow (na wielu współczesnych mapach droga ta traktowana jest błędnie jako przejezdna).
W Smętowicach mieści się duże gospodarstwo agroturystyczne z kilkoma egzotycznymi gatunkami zwierząt oraz szkółka roślin ozdobnych.

## Transport
Smętowice połączone są ze Szczecinem miejską linią autobusową.